# Resistenza bielorussa
La resistenza bielorussa fu il movimento clandestino di opposizione alle forze armate della Germania nazista che occuparono la Bielorussia (allora facente parte dell'URSS) durante la seconda guerra mondiale.
Fu nel 1942-43 che cellule clandestine nacquero in tutta la Bielorussia e dettero vita alla guerriglia portata avanti dai partigiani, ai quali si unì il sostegno sempre maggiore della popolazione locale, che fu vessata dalla brutalità nazista. La Bielorussia ebbe il maggior numero di partigiani, assommando a circa 400.000 combattenti sotto il comando di Pantelejmon Ponomarenko, Pëtr Mašerov e altri. All'inizio del 1942 furono in grado di preoccupare la Wehrmacht e di ostacolare le loro operazioni nella regione. Le attività partigiane comprendevano la distruzione delle comunicazioni ferroviarie e la raccolta di informazioni sul nemico. Nella seconda metà della guerra, le principali operazioni partigiane furono coordinate con le offensive sovietiche. I partigiani furono spesso sostenuti con rifornimenti aerei. Man mano che parti del territorio sovietico venivano liberate i corrispondenti distaccamenti partigiani si univano solitamente all'Armata Rossa. Nell'oblast' di Brjansk i partigiani controllavano vaste aree alle spalle del nemico. Nell'estate del 1942 avevano il controllo effettivo su un territorio di più di 14.000 km² con una popolazione di oltre 200.000 persone. I partigiani della regione erano comandati da Aleksej Fëdorov, Aleksander Saburov e altri e contavano oltre 60.000 uomini. Anche le regioni di Belgorod, Kursk, e Smolensk videro attività partigiane significative durante il periodo dell'occupazione nazista.
Molto significativa fu anche l'azione dei Fratelli Bielski i quali organizzarono una formazione partigiana che operò nei pressi di Hrodna la quale si rese protagonista nel salvataggio di più di 1.200 ebrei dallo sterminio ed inflisse notevoli perdite alle forze armate tedesche ed alle milizie ausiliarie.

## Filmografia
- Va' e vedi  film del 1985 diretto da Elem Germanovič Klimov. Il film è incentrato sull'occupazione nazista della Bielorussia e sugli eventi testimoniati da un giovane adolescente partigiano bielorusso di nome Flyora, che - contro il volere di sua madre - si unisce al movimento di resistenza bielorusso..